# Световна купа по биатлон 2012/13
Световната купа по биатлон през сезон 2012/13 е състезание по биатлон с 10 кръга, организирано от Международния съюз по биатлон.
Сезонът започва на 25 ноември 2012 г. в Йостершунд, Швеция и завършва на 17 март 2013 г. Ханти-Мансийск, Русия.

## Календар
Таблицата показва календара за сезон 2012/13.
| Град               | Дата                  | Спринт | Преследване | Масов старт | Индивидуално | Щафета | Смесена щафета | Детайли             |
| ------------------ | --------------------- | ------ | ----------- | ----------- | ------------ | ------ | -------------- | ------------------- |
| Йостершунд         | 25 ноември–2 декември | ●      | ●           |             | ●            |        | ●              |                     |
| Хохфилцен          | 7–9 декември          | ●      | ●           |             |              | ●      |                |                     |
| Поклюка            | 15–18 декември        | ●      | ●           | ●           |              |        |                |                     |
| Оберхоф            | 3–6 януари            | ●      | ●           |             |              | ●      |                |                     |
| Руполдинг          | 9–13 януари           | ●      |             | ●           |              | ●      |                |                     |
| Антхолц-Антерселва | 17–20 януари          | ●      | ●           |             |              | ●      |                |                     |
| Нове Место         | 7–17 февруари         | ●      | ●           | ●           | ●            | ●      | ●              | Световно първенство |
| Холменколен        | 28 февруари–3 март    | ●      | ●           | ●           |              |        |                |                     |
| Сочи               | 7–10 март             | ●      |             |             | ●            | ●      |                |                     |
| Ханти-Мансийск     | 14–17 март            | ●      | ●           | ●           |              |        |                |                     |
| Общо               | Общо                  | 10     | 8           | 5           | 3            | 6      | 2              |                     |

## Резултати

### Мъже
| Дата                           | Дисциплина            | Първо място        | Второ място          | Трето място   |
| ------------------------------ | --------------------- | ------------------ | -------------------- | ------------- |
| 28 ноември 2012 (ср.) детайли  | Индивидуално (20 km)  | Мартен Фуркад      | Доминик Ландертингер | Ерик Лесер    |
| 1 декември 2012 (съб.) детайли | Спринт (10 km)        | Жан-Филип Льогелек | Алексис Бьоф         | Кристоф Зуман |
| 2 декември 2012 (съб.) детайли | Преследване (12,5 km) | Мартен Фуркад      | Андреас Бирнбахер    | Антон Шипулин |

| Дата                           | Дисциплина            | Първо място                                                                                           | Второ място                                                               | Трето място                                                                 |
| ------------------------------ | --------------------- | --- | ------------------------------------------------------------------------- | --------------------------------------------------------------------------- |
| 7 декември 2012 (пет.) детайли | Спринт (10 km)        | Андреас Бирнбахер                                                                                     | Мартен Фуркад                                                             | Яков Фак                                                                    |
| 8 декември 2012 (съб.) детайли | Преследване (12,5 km) | Яков Фак                                                                                              | Дмитрий Малишко                                                           | Мартен Фуркад                                                               |
| 9 декември 2012 (нед.) детайли | Щафета (4 x 7,5 km)   | Норвегия · Ларс Хелге Биркеланд · Оле Ейнар Бьорндален · Ветле Шастад Кристиансен · Хенрик Л'Абе Люнд | Франция · Венсан Же · Жан Гилауме Беатрикс · Алексис Бьоф · Мартен Фуркад | Русия · Антон Шипулин · Андрей Маковеев · Евгений Устюгов · Дмитрий Малишко |

| Дата                            | Дисциплина            | Първо място        | Второ място        | Трето място   |
| ------------------------------- | --------------------- | ------------------ | ------------------ | ------------- |
| 13 декември 2012 (чет.) детайли | Спринт (10 km)        | Яков Фак           | Емил Хегле Свенсен | Мартен Фуркад |
| 15 декември 2012 (съб.) детайли | Преследване (12,5 km) | Емил Хегле Свенсен | Ондрей Моравец     | Мартен Фуркад |
| 16 декември 2012 (нед.) детайли | Масов старт (15 km)   | Андреас Бирнбахер  | Яков Фак           | Тим Бърк      |

| Дата                         | Дисциплина            | Първо място                                                                  | Второ място                                                                                 | Трето място                                                     |
| ---------------------------- | --------------------- | ---------------------------------------------------------------------------- | ------------------------------------------------------------------------------------------- | --------------------------------------------------------------- |
| 4 януари 2013 (пет.) детайли | Щафета (4 x 7,5 km)   | Русия · Алексей Волков · Евгений Гараничев · Антон Шипулин · Дмитрий Малишко | Норвегия · Хенрик Л'Абе Люнд · Оле Ейнар Бьорндален · Ерленд Бьонтегор · Емил Хегле Свенсен | Германия · Зимон Шемп · Ерик Лесер · Арнд Пайфер · Флориан Граф |
| 5 януари 2013 (съб.) детайли | Спринт (10 km)        | Дмитрий Малишко                                                              | Евгений Гараничев                                                                           | Емил Хегле Свенсен                                              |
| 6 януари 2013 (съб.) детайли | Преследване (12,5 km) | Дмитрий Малишко                                                              | Евгений Гараничев                                                                           | Ондрей Моравец                                                  |

| Дата                            | Дисциплина          | Първо място                                                                  | Второ място                                                                           | Трето място                                                                  |
| ------------------------------- | ------------------- | ---------------------------------------------------------------------------- | ------------------------------------------------------------------------------------- | ---------------------------------------------------------------------------- |
| 10 януари 2013 (чет.) детайли   | Щафета (4 x 7,5 km) | Франция · Симон Фуркад · Жан Гилауме Беатрикс · Алексис Бьоф · Мартен Фуркад | Норвегия · Ларс Хелге Биркеланд · Тарьей Бьо · Хенрик Л'Абе Люнд · Емил Хегле Свенсен | Австрия · Зимон Едер · Фридрих Пинтер · Доминик Ландертингер · Кристоф Зуман |
| 12 януари 2013 (съб.) детайли   | Спринт (10 km)      | Мартен Фуркад                                                                | Евгений Устюгов                                                                       | Андрей Маковеев                                                              |
| 13 декември 2013 (нед.) детайли | Масов старт (15 km) | Мартен Фуркад                                                                | Дмитрий Малишко                                                                       | Емил Хегле Свенсен                                                           |

| Дата                          | Дисциплина            | Първо място                                                                  | Второ място                                                                   | Трето място                                                                  |
| ----------------------------- | --------------------- | ---------------------------------------------------------------------------- | ----------------------------------------------------------------------------- | ---------------------------------------------------------------------------- |
| 17 януари 2013 (чет.) детайли | Спринт (10 km)        | Антон Шипулин                                                                | Емил Хегле Свенсен                                                            | Яков Фак                                                                     |
| 19 януари 2013 (съб.) детайли | Преследване (12,5 km) | Антон Шипулин                                                                | Яков Фак                                                                      | Даниел Мезотич                                                               |
| 20 януари 2013 (нед.) детайли | Щафета (4 x 7,5 km)   | Франция · Симон Фуркад · Жан Гилауме Беатрикс · Алексис Бьоф · Мартен Фуркад | Русия · Антон Шипулин · Евгений Устюгов · Евгений Гараничев · Дмитрий Малишко | Австрия · Зимон Едер · Кристоф Зуман · Даниел Мезотич · Доминик Ландертингер |

7. кръг е световното първенство в Нове Место.
| Дата                            | Дисциплина            | Първо място            | Второ място             | Трето място           |
| ------------------------------- | --------------------- | ---------------------- | ----------------------- | --------------------- |
| 28 февруари 2013 (чет.) детайли | Спринт (10 km)        | Тарьей Бьо             | Мартен Фуркад           | Андрий Дериземля      |
| 2 март 2013 (съб.) детайли      | Преследване (12,5 km) | Мартен Фуркад          | Тарьей Бьо              | Александър Логинов    |
| 3 март 2013 (нед.) детайли      | Масов старт (15 km)   | Чехия · Ондрей Моравец | Франция · Мартен Фуркад | Германия · Ерик Лесер |

| Дата                        | Дисциплина           | Първо място                                                                    | Второ място                                                         | Трето място                                                          |
| --------------------------- | -------------------- | ------------------------------------------------------------------------------ | ------------------------------------------------------------------- | -------------------------------------------------------------------- |
| 7 март 2013 (чет.) детайли  | Индивидуално (20 km) | Мартен Фуркад                                                                  | Андреас Бирнбахер                                                   | Сергей Семеньов                                                      |
| 9 март 2013 (съб.) детайли  | Спринт (10 km)       | Мартен Фуркад                                                                  | Евгений Устюгов                                                     | Хенрик Л'Абе Люнд                                                    |
| 10 март 2013 (нед.) детайли | Щафета (4 x 7,5 km)  | Русия · Антон Шипулин · Александър Логинов · Дмитрий Малишко · Евгений Устюгов | ГерманияЕрик Лесер · Андреас Бирнбахер · Арнд Пайфер · Бенедикт Дол | Чехия · Михал Слезингър · Ярослав Соукуп · Вит Янов · Ондрей Моравец |

### Жени
| Дата                           | Дисциплина           | Първо място | Второ място     | Трето място         |
| ------------------------------ | -------------------- | ----------- | --------------- | ------------------- |
| 29 ноември 2012 (чет.) детайли | Индивидуално (15 km) | Тура Бергер | Дария Домрачева | Екатерина Глазирина |
| 1 декември 2012 (съб.) детайли | Спринт (7,5 km)      | Тура Бергер | Олена Пидхрушна | Олга Вилухина       |
| 2 декември 2012 (нед.) детайли | Преследване (10 km)  | Тура Бергер | Дария Домрачева | Андреа Хенкел       |

| Дата                           | Дисциплина          | Първо място                                                         | Второ място                                                              | Трето място                                                                     |
| ------------------------------ | ------------------- | ------------------------------------------------------------------- | ------------------------------------------------------------------------ | ------------------------------------------------------------------------------- |
| 7 декември 2012 (пет.) детайли | Спринт (7,5 km)     | Дария Домрачева                                                     | Каиса Мекерейнен                                                         | Тура Бергер                                                                     |
| 8 декември 2012 (пет.) детайли | Преследване (10 km) | Синьове Солемндал                                                   | Тура Бергер                                                              | Каиса Мекерейнен                                                                |
| 9 декември 2012 (нед.) детайли | Щафета (4 x 7,5 km) | Норвегия · Фани Хорн · Синьове Солемндал · Хилде Фене · Тура Бергер | Украйна · Вита Семеренко · Валя Семеренко · Юлия Джима · Олена Пидхрушна | Русия · Екатерина Глазирина · Олга Зайцева · Екатерина Шумилова · Олга Вилухина |

| Дата                            | Дисциплина            | Първо място       | Второ място       | Трето място       |
| ------------------------------- | --------------------- | ----------------- | ----------------- | ----------------- |
| 14 декември 2012 (пет.) детайли | Спринт (7,5 km)       | Габриела Сукалова | Мириам Гьоснер    | Надежда Скардино  |
| 15 декември 2012 (съб.) детайли | Преследване (10 km)   | Мириам Гьоснер    | Габриела Сукалова | Мари Дорен Абер   |
| 16 декември 2012 (нед.) детайли | Масов старт (12,5 km) | Тура Бергер       | Мириам Гьоснер    | Габриела Сукалова |

| Дата                         | Дисциплина          | Първо място                                                              | Второ място                                                        | Трето място                                                                    |
| ---------------------------- | ------------------- | ------------------------------------------------------------------------ | ------------------------------------------------------------------ | ------------------------------------------------------------------------------ |
| 3 януари 2013 (пет.) детайли | Щафета (4 x 6 km)   | Украйна · Юлия Джима · Валя Семеренко · Олена Пидхрушна · Вита Семеренко | Франция · Мари Брюне · Анаис Бескон · Софи Боале · Мари Дорен Абер | Германия · Тина Бахман · Мириам Гьоснер · Франциска Хилдебранд · Надин Хорхлер |
| 5 януари 2013 (съб.) детайли | Спринт (7,5 km)     | Мириам Гьоснер                                                           | Тура Бергер                                                        | Андреа Хенкел                                                                  |
| 6 януари 2013 (нед.) детайли | Преследване (10 km) | Олга Зайцева                                                             | Вероника Виткова                                                   | Валя Семеренко                                                                 |

| Дата                          | Дисциплина            | Първо място                                                                        | Второ място                                                                     | Трето място                                                                        |
| ----------------------------- | --------------------- | ---------------------------------------------------------------------------------- | ------------------------------------------------------------------------------- | ---------------------------------------------------------------------------------- |
| 9 януари 2013 (ср.) детайли   | Щафета (4 x 6 km)     | Норвегия · Хилде Фене · Ан Кристин Аафед Флатланд · Синоеве Солемдал · Тура Бергер | Русия · Екатерина Глазирина · Олга Вилухина · Екатерина Шумилова · Олга Зайцева | Чехия · Вероника Виткова · Габриела Сукалова · Кристина Черна · Вероника Зварикова |
| 11 януари 2013 (пет.) детайли | Спринт (7,5 km)       | Мириам Гьоснер                                                                     | Дария Домрачева                                                                 | Каиса Мекерейнен                                                                   |
| 13 януари 2013 (нед.) детайли | Масов старт (12,5 km) | Тура Бергер                                                                        | Дария Домрачева                                                                 | Олга Зайцева                                                                       |

| Дата                          | Дисциплина          | Първо място                                                                       | Второ място                                                                     | Трето място                                                      |
| ----------------------------- | ------------------- | --------------------------------------------------------------------------------- | ------------------------------------------------------------------------------- | ---------------------------------------------------------------- |
| 17 януари 2013 (чет.) детайли | Спринт (7,5 km)     | Анастасия Кузмина                                                                 | Каиса Мекерейнен                                                                | Дария Домрачева                                                  |
| 19 януари 2013 (съб.) детайли | Преследване (10 km) | Тура Бергер                                                                       | Олена Пидхрушна                                                                 | Каиса Мекерейнен                                                 |
| 20 януари 2013 (нед.) детайли | Щафета (4 x 6 km)   | Германия · Франциска Хилдебранд · Мириам Гьоснер · Надине Хорхлер · Андреа Бергер | Русия · Екатерина Глазирина · Олга Зайцева · Екатерина Шумилова · Олга Вилухина | Чехия · Анаис Бескон · Софи Боале · Мари Брюне · Мари Дорен Абер |

7. кръг е световното първенство в Нове Место.
| Дата                       | Дисциплина            | Първо място | Второ място       | Трето място       |
| -------------------------- | --------------------- | ----------- | ----------------- | ----------------- |
| 1 март 2013 (пет.) детайли | Спринт (7,5 km)       | Тура Бергер | Дария Домрачева   | Анастасия Кузмина |
| 2 март 2013 (съб.) детайли | Преследване (10 km)   | Тура Бергер | Мари Дорен Абер   | Анастасия Кузмина |
| 3 март 2013 (нед.) детайли | Масов старт (12,5 km) | Тура Бергер | Анастасия Кузмина | Дария Домрачева   |

### Смесени щафети
| Дата                           | Дисциплина                             | Първо място                                                            | Второ място                                                                         | Трето място                                                                     |
| ------------------------------ | -------------------------------------- | ---------------------------------------------------------------------- | ----------------------------------------------------------------------------------- | ------------------------------------------------------------------------------- |
| 25 ноември 2012 (нед.) детайли | Смесена щафета (2 x 6 km + 2 x 7,5 km) | Русия · Олга Зайцева · Олга Вилухина · Алексей Волков · Евгени Устюгов | Норвегия · Тура Бергер · Синьоеве Солемндал · Ерленд Бьонтегор · Емил Хегле Свенсен | Чехия · Вероника Виткова · Габриела Сукалова · Михал Слезингър · Ондрей Моравец |

7. кръг е световното първенство в Нове Место.